# Governació de Siliana
La governació o wilaya de Siliana (àrab: ولاية سليانة, wilāyat Silyāna) és una divisió administrativa de primer nivell de Tunísia a la regió natural del Tell Superior. La capital n'és la ciutat de Siliana. Està limitada per set governacions (Béja, Jendouba, Le Kef, Sidi Bou Zid, Kasserine, Kairuan i Zaghouan) i es troba a la zona central de país entre el nord i el centre. Té una superfície de 4.642 km i una població aproximada de 233.200 habitants l'any 2008 (233.985 l'any 2005).

## Economia
La seva activitat econòmica principal és l'agricultura amb 445.000 hectàrees útils, essent les principals produccions els cereals i els productes lactis. Té tres rescloses per a l'aprofitament de l'aigua. S'hi explota la pedra calcària, el marbre, l'argila i l'arena. Té quatre zones industrials: Siliana, Gaafour, Bouarada i Makthar.

## Organització administrativa
La governació fou creada el 5 de juny de 1974 amb territoris segregats de les governacions de Béja i El Kef.
El seu codi geogràfic és 24 (ISO 3166-2:TN-12).

### Delegacions
Està dividida en onze delegacions o mutamadiyyes i 86 sectors o imades:
- Siliana Nord (24 51)
  - Siliana Ville (24 51 51)
  - Siliana Nord (24 51 52)
  - El Arab (24 51 53)
  - Jema (24 51 54)
  - Massouj (24 51 55)
  - El Jouii (24 51 56)
  - El Khalsa (24 51 57)
  - Aïn Ed-Dissa (24 51 58)
  - Siliana Sud (24 52)
- Siliana Sud (24 52 51)
  - Marj Mokaddem (24 52 52)
  - Es-Sefina (24 52 53)
  - Sidi Morched (24 52 54)
  - Sidi Mansour (24 52 55)
  - Sidi Hmada (24 52 56)
  - Sejja (24 52 57)
  - Ouled Zenag (24 52 58)
  - El Kabel (24 52 59)
- Bou Arada (24 53)
  - Banlieue de Bouarada (24 53 51)
  - Bouarada (24 53 52)
  - Fatis (24 53 53)
  - Henchir Er-Roman (24 53 54)
  - Sidi Abdennour (24 53 55)
  - Tarf Ech-chena (24 53 56)
- Gaafour (24 54)
  - Gâafour Est (24 54 51)
  - Gâafour Ouest (24 54 52)
  - El Khouat (24 54 53)
  - Aïn Zerig (24 54 54)
  - El Ahouez Nord (24 54 55)
  - El Ahouez Sud (24 54 56)
  - El Aksab (24 54 57)
- Krib (24 55)
  - El Krib Nord (24 55 51)
  - El Krib Sud (24 55 52)
  - Dokhania (24 55 53)
  - Hammam Biadha Nord (24 55 54)
  - Hammam Biadha Sud (24 55 55)
  - Borj El Messaoudi Nord (24 55 56)
  - Borj El Messaoudi Sud (24 55 57)
- Bourouis (24 56)
  - Bourouis Nord (24 56 51)
  - Bourouis Sud (24 56 52)
  - Ettricha (24 56 53)
  - El Abbassi (24 56 54)
  - Aïn Achour (24 56 55)
  - El Krib Gare (24 56 56)
- Makhtar (24 57)
  - Makthar Nord (24 57 51)
  - Makthar Sud (24 57 52)
  - Sayar (24 57 53)
  - El Garâa (24 57 54)
  - Bez (24 57 55)
  - Beni Hazem (24 57 56)
  - Ras El Ouedi (24 57 57)
  - Saddine (24 57 58)
  - Chouarnia (24 57 59)
  - Sened El Haddad (24 57 60)
  - Soualem (24 57 61)
- Er-Rouhia (24 58)
  - El Hababsa Nord (24 58 51)
  - El Hababsa Sud (24 58 52)
  - El Jamilet (24 58 53)
  - Es-Semiret Nord (24 58 54)
  - Es-Semirat Sud (24 58 55)
  - El Messahla (24 58 56)
  - El Haria (24 58 57)
  - Er-Rouhia (24 58 58)
  - El Hamaïma (24 58 59)
  - Bou-Ajila (24 58 60)
- Kesra (24 59)
  - Kesra (24 59 51)
  - El Hammam (24 59 52)
  - El Mansoura Nord (24 59 53)
  - El Mansoura Sud (24 59 54)
  - Bou Abdallah (24 59 55)
  - El Karia Nord (24 59 56)
  - El Karia Sud (24 59 57)
  - El Foudhoul (24 59 58)
  - El Louza (24 59 59)
- Bargou (24 60)
  - Bargou (24 60 51)
  - Banlieue Bargou (24 60 52)
  - Ouled Fredj (24 60 53)
  - Sidi Saïd (24 60 54)
  - Aïn Fourna (24 60 55)
  - Aïn Bous Sâadia (24 60 56)
  - Ed-Derija (24 60 57)
  - El Behirin (24 60 58)
- El Aroussa (24 61)
  - El Aroussa (24 61 51)
  - Bou Jlida (24 61 52)
  - Er Remil (24 61 53)
  - Mousrata (24 61 54)
  - Sidi Ayed (24 61 55)

### Municipalitats
Està dividida en deu municipalitats o baladiyyes:
- Siliana (24 11)
- Bou Arada (24 12)
- Gaâfour (24 13)
- El Krib (24 14)
- Bourouis (24 15)
- Makthar (24 16)
- Er-Rouhia (24 17)
- Kesra (24 18)
- Bargou (24 19)
- El Aroussa (24 20)
- Sidi Morched (24 21)
- El Hababsa (24 22)

## Agermanaments
La governació està agermanada amb la província de Foggia, a Itàlia, des del 2001.